# 금지된 사과
《금지된 사과》(튀르키예어: Yasak Elma 야사크 엘마[*])는 2018년부터 방영 중인 터키의 텔레비전 드라마이다.